# 399-та піхотна дивізія (Третій Рейх)
399-та піхотна дивізія (Третій Рейх) (нім. 395. Infanterie-Division) — піхотна дивізія Вермахту, що входила до складу німецьких сухопутних військ у роки Другої світової війни.

## Історія з'єднання
399-та піхотна дивізія була сформована 15 березня 1940 року в ході 9-ї хвилі мобілізації вермахту у Зіхенау (південь Східної Пруссії) на основі 421-ї піхотної дивізії особливого призначення і кількох полків земельних стрільців (нім. Landesschützen). Дивізія спочатку складалася з 662-го (укомплектованого у Зіхенау), 663-го (Модлін) та 664-го піхотних полків (Плоцьк). 662-й і 664-й полки спочатку складалися з трьох батальйонів, тоді як 663-й піхотний полк спочатку мав лише два, тобто вісім батальйонів у всій дивізії. Крім того, до 399-ї піхотної дивізії було виділено артилерійську батарею, розвідувальний загін та роту зв'язку. Особовий склад її піхотних полків комплектувався зі старших чоловіків, які були призвані за загальною мобілізацією у вересні 1939 року.
Дивізія перебувала на прикордонній службі у Східній Пруссії у I військовому окрузі, підпорядковуючись XXXII вищому командуванню. Протягом усього часу служби 399-та дивізія залишалася у своєму рідному краї, на півдні Східної Пруссії, на кордоні з Радянським Союзом.
30 березня 663-й піхотний полк отримав третій батальйон (III./663) шляхом перепрофілювання II./664, який згодом був знову зібраний, щоб довести дивізію до дев'яти батальйонів. 19 червня 1940 року під час битви за Францію дивізія почала формування окремого артилерійського полку (399-й артилерійський полк), чисельність якого досягла двох дивізіонів. Однак після перемоги німців у битві за Францію 22 липня 1940 року було видано наказ про розпуск кількох дивізій дев'ятої хвилі на східних флангах Німеччини. 8 серпня 1940 року дивізію було розформовано. Три батальйони 662-го полку, а також батальйони I./663, II./663, II./664 та III./664 полків згодом використовувалися як батальйони вартової охорони в окупованій німцями Польщі для нагляду за будівництвом прикордонних укріплень військовополоненими.

## Райони бойових дій
- Німеччина (березень — грудень 1940)

## Командування

### Командири
- генерал-майор Гельмут фон Кропфф (15 березня — 31 грудня 1940)

### Підпорядкованість
| Час      | Корпус | Армія | Група армій (округ) | Штаб           |
| -------- | ------ | ----- | ------------------- | -------------- |
| 1940     |        |       |                     |                |
| березень |        |       | I ВО                | Східна Пруссія |
| липень   |        |       | I ВО                | Східна Пруссія |

### Склад
| 1940                                   |
| -------------------------------------- |
| 662-й піхотний полк                    |
| 663-й піхотний полк                    |
| 664-й піхотний полк                    |
| 399-й велосипедний ескадрон            |
| 399-та дивізійна рота зв'язку          |
| 399-те дивізійне управління постачання |